# Kalanchak (huyện)
Huyện Kalanchak (tiếng Ukraina: Каланчацький район, chuyển tự: Kalanchaks’kyi raion) là một huyện cũ của tỉnh Kherson thuộc Ukraina. Huyện Kalanchak trước đây có diện tích 916 kilômét vuông, dân số theo điều tra dân số ngày 5 tháng 12 năm 2001 là 25748 người với mật độ 28 người/km². Trung tâm huyện nằm ở Kalanchak. Năm 2020, huyện giải thể và nhập vào huyện Skadovsk.